# Serro
Serro este un oraș în Minas Gerais (MG), Brazilia.